# Данилов, Владимир Валерьянович
Владимир Валерианович (Валерьянович) Данилов (20 июля (1) августа 1881 — 24 апреля 1970) — советский литературовед и фольклорист, шевченковед.

## Биография
Родился 1 августа 1881 в городе Духовщина (ныне Смоленская область). В 1905 году окончил Нежинский историко-филологический институт. Был учеником академика М. Н. Сперанского, профессоров М. И. Соколова, В. И. Резанова. Работал в учебных заведениях Екатеринослава, Одессы и Петербурга, в советское время — в вузах и научных учреждениях Ленинграда, в частности научным сотрудником Центрального государственного исторического архива, в течение 1948—1956 годов — старшим научным сотрудником Института русской литературы АН СССР (Пушкинском доме), в 20-х годах работал в Обществе исследователей украинской истории и языка в Ленинграде.
Старший брат Владимира, Пётр Данилов, стал писателем и переводчиком.
Умер Владимир Данилов 24 апреля 1970 года в Ленинграде.

## Научная деятельность
Ряд работ Данилова посвящён изучению украинского устного народного творчества. Весомым вклад Данилова в исследование жизни и творчества Т. Шевченко. Несколько работ посвятил М. Максимовичу; изучал и издал переписки учёного, архивные материалы о нём.
В работах Данилова поднята проблема взаимоотношений украинской и русской литературы («Украинские реминисценции в „Мёртвых душах“ Гоголя», 1940). Издал несколько трудов о методике преподавания русского языка и литературы.
Данилов также разрабатывал проблемы развития древнерусской литературы. Одним из первых исследований была работа о поэтических элементах в «Слове о полку Игореве». Интерес к древней литературе был постоянным в научной деятельности учёного, много статей посвящено «Слову о полку Игореве».

## Труды
- «Архимандрит Иоиль» // «Дела и дни», Петроград, 1920, кн. 1;
- «Поэма о любви и Родине» // «Ленингр. правда», 1938, 24 мая;
- «Песни села Андреевки Нежинского уезда» // «Сб. Истор.-филол. об-ва при Ин-те князя Безбородька», т. 5, К., 1904;
- «Древнейшее малорусское причитание» // «КС», 1904, № 12;
- «Взаимовлияние украинских погребальных причитаний и бытовых песен» // Там же, 1905, № 3;
- «Символика птиц и растений в украинских похоронных причитаниях» // Там же, 1906, № 11-12;
- «До історії української етнографії» // «Зап. Укр. т-ва у Києві», кн. 4, 1909;
- «Среди кобзарей и лирников» // «Истор. вест.», 1911, № 10;
- «„Лілея“ Шевченка и „Lilie“ Эрбена» // «Україна», 1907, № 5;
- «К цензурной истории сочинений Т. Г. Шевченко» // «Начала», 1922, № 2;
- «Социальные основы поэзии Шевченко» // «Тр. Ин-та славяноведения», 1934, т. 2;
- «Т. Г. Шевченко на Аральському морі» // «РЛ», 1939, № 4;
- «Т. Г. Шевченко и „Морской сборник“» // «Мор. сб.», 1939, № 7;
- «Не вмре Кобзар» // «Фрунзовец», 1941, 8 марта;
- «Из архива М. А. Максимовича» // «Рус. архив», 1909, № 3;
- «До історії „Малороссийских песен“ М. О. Максимовича» // «Україна», 1928, № 4;
- «М. Максимович і журнал „Основа“» // «Зап. Наук. т-ва. ім. Т. Шевченка», Л., 1930, т. 100;
- «М. А. Максимович в работе над „Словом о полку Игореве“» // «Слово о полку Игореве: Сб. исследований и ст.», Москва; Ленинград, 1950;
- «Детская комедия в Екатеринославле сто лет назад» // «Летопись Екатеринослав. ученой архив. комисии», 1908, вып. 4;
- «Українська переробка М. К. Садовського драми О. Ф. Пісемського „Горькая судьбина“ та її цензурні наслідки» // «Наук. зб. Ленінгр. т-ва дослідн. укр. історії, письма та мови», т. 1, К., 1928;
- «Украинские реминисценции в „Мертвых душах“ Гоголя» // «Наук. зап. Ніжин. пед. ін-ту», т. 1, Чг., 1940;
- «Влияние бытовой и литературной среды на „Вечера на хуторе близ Диканьки“» (О., 1909);
- «Методика русского языка» (Петроград; К., 1917, т. 4).